# Мікас Петраускас
Мікас Петраускас (лит. Mikas Petrauskas; 13 жовтня 1873 — 23 березня 1937, Каунас) — литовський органіст, співак (тенор), диригент, педагог, композитор і культурний діяч. Автор першої литовської опери.
Брат співака Кіпраса Петраускаса.
Їх батько, Йонас Петраускас (1840—1919), один із керівників повстання 1863 р., був органістом у Палуші.

## Біографія

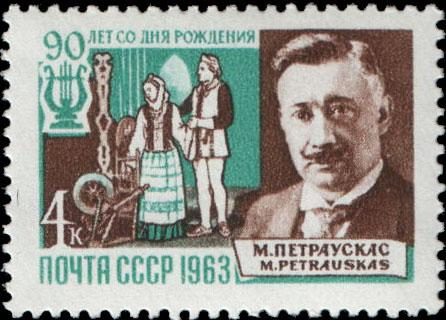
Марка із зображенням М.Петраускаса часів совєцької окупації Литви

Освіту отримав у Петербурзькій консерваторії де навчався у 1901—1906 роках, зокрема по композиції у М. А. Римського-Корсакова. У 1905 році бере активну участь у культурній та революційній діяльності у Вільнюсі. 1906 року написав оперу «Біруте» («Birutė»), що стала першою литовською оперою. Того ж року опера вперше прозвучала в концертному виконанні у Вільнюській філармонії. У 1906—1920, 1922-23 та 1926-28 роках жив переважно за кордоном, зокрема 1906 року співав в опері Миколи Лисенка «Наталка-Полтавка» в Женеві.
Автор двох опер («Біруте», Еґле — «королева вужів»), 20 оперет, ряду інструментальних творів та пісень.
1969 в Каунасі відкрито Музей братів Петраускасів. 1998 іменем Петраускаса названа одна з музичних шкіл Каунаса.